# 烤雞串

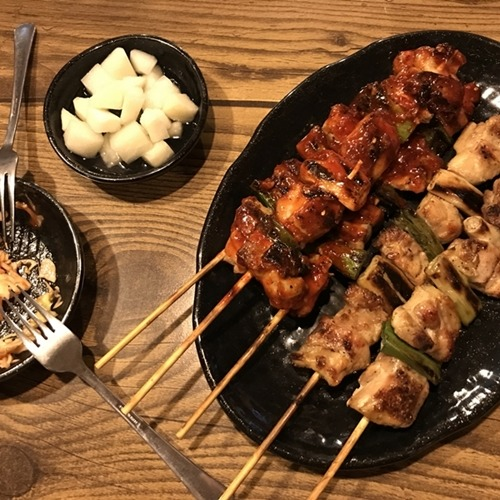
烤鸡串（닭꼬치；dak-kkochi）

烤雞串通常指用鸡肉做成的肉串，如日式烤雞串、韓式烤雞串等。烹饪的方法有很多种，可以用烧烤形式的也可以用油炸形式。由于人类饮食习惯和健康饮食意识的提高，目前也有使用鸡肉和各种蔬菜搭配在一起串。当然肉串也可以在外面裹上面包屑或面粉等来炸制。还有许多种秘方制作的肉串口味独特。
1. ↑  . Japan Travel by NAVITIME. 2022-08-17  [2024-5-16]. 原始内容存档于2024-05-16 （日语）.